# 大白蛙螺
大白蛙螺（学名：Tutufa bubo），是异足目蛙螺科大蛙螺属的一种。主要分布于印度尼西亚、越南、中国大陆、台湾，常栖息在浅海珊瑚礁、岩石底、低潮线。